# Arrondissements de Poitou-Charentes
Les arrondissements administratifs de l'ancienne région Poitou-Charentes étaient au nombre de 14 répartis entre quatre départements : Charente, Charente-Maritime, Deux-Sèvres et Vienne.

## Liste des arrondissements de Poitou-Charentes
Liste par ordre alphabétique des 14 arrondissements pictocharentais et leur appartenance départementale.
- Charente : 3 arrondissements.

- - arrondissement d'Angoulême
  - arrondissement de Cognac
  - arrondissement de Confolens

- Charente-Maritime : 5 arrondissements.

- - arrondissement de Jonzac
  - arrondissement de Rochefort
  - arrondissement de La Rochelle
  - arrondissement de Saint-Jean-d'Angély
  - arrondissement de Saintes

- Deux-Sèvres : 3 arrondissements.

- - arrondissement de Bressuire
  - arrondissement de Niort
  - arrondissement de Parthenay

- Vienne : 3 arrondissements.

- - arrondissement de Châtellerault
  - arrondissement de Montmorillon
  - arrondissement de Poitiers

## Liste des arrondissements selon leur superficie
La superficie des arrondissements est exprimée ici en km2.
1. Montmorillon : 3 000 km2
2. Niort : 2 792 km2
3. Confolens : 2 268 km2
4. Angoulême : 2 217 km2
5. Châtellerault : 2 065 km2
6. Poitiers : 1 926 km2
7. Bressuire : 1 623 km2
8. Parthenay : 1 585 km2
9. Saintes : 1 546 km2
10. Jonzac : 1 530 km2
11. Rochefort : 1 528 km2
12. Cognac : 1 471 km2
13. Saint-Jean-d'Angély : 1 442 km2
14. La Rochelle : 818 km2

## Liste des arrondissements selon leur population
La population des arrondissements correspond à la population municipale au 1er janvier 2010 .
1. Poitiers : 240 105 hab.
2. Niort : 209 510 hab.
3. La Rochelle : 203 579 hab.
4. Angoulême : 194 779 hab.
5. Rochefort : 184 070 hab.
6. Saintes : 125 449 hab.
7. Châtellerault : 112 286 hab.
8. Bressuire : 95 295 hab.
9. Cognac : 91 731 hab.
10. Montmorillon : 74 802 hab.
11. Confolens : 65 067 hab.
12. Parthenay : 64 465 hab.
13. Jonzac : 55 968 hab.
14. Saint-Jean-d'Angély : 53 257 hab.

## Liste des arrondissements selon leur densité de population
La densité de population des arrondissements établie dans la liste ci-dessous correspond à la densité absolue de population sur la base du recensement de 2010.
1. La Rochelle : 249 hab/km2
2. Poitiers : 125 hab/km2
3. Rochefort : 120 hab/km2
4. Angoulême : 88 hab/km2
5. Saintes : 81 hab/km2
6. Niort : 75 hab/km2
7. Cognac : 62 hab/km2
8. Bressuire : 59 hab/km2
9. Châtellerault : 54 hab/km2
10. Parthenay : 41 hab/km2
11. Saint-Jean-d'Angély : 37 hab/km2
12. Jonzac : 37 hab/km2
13. Confolens : 29 hab/km2
14. Montmorillon : 25 hab/km2

À titre de comparaison, la densité moyenne de population pour l'ensemble de l'ancienne région Poitou-Charentes s'établit à 69 hab/km2 au recensement de 2010.